# Laplace-Runge-Lenz-Vektor
Der Laplace-Runge-Lenz-Vektor (auch Runge-Lenz-Vektor, Lenzscher Vektor etc., nach Pierre-Simon Laplace, Carl Runge und Wilhelm Lenz) ist eine Erhaltungsgröße der Bewegung in einem 1/r-Potential (z. B. Coulomb-Potential, Gravitationspotential), d. h. er ist auf jedem Punkt der Bahn gleich. Er zeigt vom Brennpunkt der Bahn (Kraftzentrum) zum nächstgelegenen Bahnpunkt (Perihel bei der Erdbahn) und hat somit eine Richtung parallel zur großen Bahnachse. Sein Betrag ist mit der Exzentrizität der Bahn verknüpft. Der Laplace-Runge-Lenz-Vektor ermöglicht daher die elegante Herleitung der Bahnkurve {\displaystyle r(\varphi )} eines Teilchens (z. B. Planet im Keplerproblem, {\displaystyle \alpha }-Teilchen gestreut an Atomkern) in diesem Kraftfeld, ohne eine einzige Bewegungsgleichung lösen zu müssen.
In der klassischen Mechanik wird der Vektor hauptsächlich benutzt, um die Form und Orientierung der Umlaufbahn eines astronomischen Körpers um einen anderen zu beschreiben, etwa die Bahn eines Planeten um seinen Stern.
Auch in der Quantenmechanik des Wasserstoffatoms spielt der Vektor als Laplace-Runge-Lenz- oder Laplace-Runge-Lenz-Pauli-Operator eine Rolle.

## Definition
Sei
{\displaystyle V=-{\frac {k}{r}}}

Illustration des Laplace-Runge-Lenz-Vektors an einer Ellipsenbahn für vier unterschiedliche Punkte

ein radialsymmetrisches anziehendes Potential, das mit einer Proportionalitätskonstante {\displaystyle k} umgekehrt proportional zum relativen Abstand zweier Objekte {\displaystyle r} ist. Dann ist der Laplace-Runge-Lenz-Vektor {\displaystyle {\vec {A}}} definiert als
{\displaystyle {\vec {A}}={\vec {p}}\times {\vec {L}}-mk{\vec {e}}_{r}},
wobei
- {\displaystyle {\vec {p}}} den Impuls des Körpers
- {\displaystyle {\vec {L}}} seinen Drehimpuls,
- {\displaystyle m} seine Masse und
- {\displaystyle {\vec {e}}_{r}} den radialen Einheitsvektor

bezeichnet.

### Exzentrizitätsvektor
Der dimensionslose Vektor
{\displaystyle {\vec {e}}={\frac {\vec {A}}{mk}}={\frac {{\vec {p}}\times {\vec {L}}}{mk}}-{\vec {e}}_{r}}
heißt Exzentrizitätsvektor. Speziell im Keplerproblem mit {\displaystyle k=GMm} kann die Definitionsgleichung in eine Form überführt werden, in der die Masse {\displaystyle m} des bewegten Körpers (z. B. eines beobachteten Satelliten) eliminiert wurde:
{\displaystyle {\vec {e}}={\frac {{\vec {v}}\times {\vec {h}}}{GM}}-{\vec {e}}_{r}}
Dabei ist
- {\displaystyle {\vec {v}}} der Geschwindigkeitsvektor
- {\displaystyle {\vec {h}}} der spezifische Drehimpuls
- {\displaystyle G} die Gravitationskonstante und
- {\displaystyle M} die Masse im Gravitationszentrum, z. B. eines Sterns oder Planeten.

## Beweis der Erhaltung

### Direkte Rechnung
In einem System mit 1/r-Potential gilt Isotropie. Daher gilt Drehimpulserhaltung mit der Konsequenz, dass die Bewegung in einer Ebene senkrecht zum Drehimpuls stattfindet und es eine einfache Beziehung zwischen Drehimpuls und Winkelgeschwindigkeit gibt:
{\displaystyle {\vec {L}}={\vec {r}}\times {\vec {p}}=mr^{2}{\vec {\omega }}=\mathrm {const} }
Die Winkelgeschwindigkeit bestimmt die Zeitableitung des zweiten Terms von {\displaystyle {\vec {A}}}, denn ein Einheitsvektor kann sich nur durch Drehung ändern:
{\displaystyle {\frac {\mathrm {d} }{\mathrm {d} t}}\,mk\,{\vec {e}}_{r}=mk\,{\vec {\omega }}\times {\vec {e}}_{r}}
Die Kraft ist nach dem 2. Newtonschen Gesetz die Änderungsrate des Impulses (und wirkt Richtung Zentrum):
{\displaystyle {\vec {F}}=-{\frac {k}{r^{2}}}\,{\vec {e}}_{r}={\frac {\mathrm {d} {\vec {p}}}{\mathrm {d} t}}}
Für den ersten Term von {\displaystyle {\vec {A}}} gilt damit (beim Tauschen der Vektoren ändert sich ein Vorzeichen)
{\displaystyle {\frac {\mathrm {d} }{\mathrm {d} t}}{\vec {p}}\times {\vec {L}}=\left(-{\frac {k}{r^{2}}}{\vec {e}}_{r}\right)\times \left(mr^{2}{\vec {\omega }}\right)=mk\,{\vec {\omega }}\times {\vec {e}}_{r}.}
Durch Subtrahieren folgt nun die Konstanz des Runge-Lenz-Vektors:
{\displaystyle {\frac {\mathrm {d} }{\mathrm {d} t}}{\vec {A}}={\vec {0}}}

### Herleitung mithilfe der bac-cab-Regel
{\displaystyle A={\vec {p}}\times {\vec {L}}-mk{\vec {e}}_{r}}
Aus {\displaystyle {\dot {\vec {L}}}=0} und der Produktregel bei Ableitungen folgt
{\displaystyle {\frac {\mathrm {d} }{\mathrm {d} t}}{\vec {A}}={\dot {\vec {p}}}\times {\vec {L}}-mk{\dot {\vec {e}}}_{r}}
mit {\displaystyle {\dot {\vec {p}}}={\vec {F}}=-{\frac {k}{r^{2}}}{\vec {e}}_{r}} und {\displaystyle {\vec {p}}={\dot {\vec {r}}}m} folgt:
{\displaystyle {\frac {\mathrm {d} {\vec {A}}}{\mathrm {d} t}}=-{\frac {{k}{\hat {e}}_{r}}{r^{2}}}\times ({\vec {r}}\times {\dot {\vec {r}}}{m})-{k}{m}{\dot {\hat {e}}}_{r}=-mk{\frac {\vec {r}}{r^{3}}}\times ({\vec {r}}\times {\dot {\vec {r}}})-mk{\frac {\mathrm {d} {\frac {\vec {r}}{r}}}{\mathrm {d} t}}}
Nun wird {\displaystyle {\vec {a}}\times ({\vec {b}}\times {\vec {c}})={\vec {b}}(ac)-{\vec {c}}(ab)} angewendet. Beim zweiten Term wird die Quotientenregel und Kettenregel angewendet:
{\displaystyle {\frac {\mathrm {d} {\vec {A}}}{\mathrm {d} t}}=mk\left[-{\vec {r}}\left({\frac {{\vec {r}}\cdot {\dot {\vec {r}}}}{r^{3}}}\right)+{\dot {\vec {r}}}\left({\frac {{\vec {r}}\cdot {\vec {r}}}{r^{3}}}\right)-{\dot {\vec {r}}}{\frac {1}{r}}+{\vec {r}}{\frac {{\vec {r}}\cdot {\dot {\vec {r}}}}{r^{3}}}\right]=0}

### Folgerung aus dem Noether-Theorem
In der Literatur findet sich teilweise die Aussage, es existiere zum Laplace-Runge-Lenz-Vektor keine zugehörige Symmetrietransformation der Lagrangefunktion. Dies ist nur dann korrekt, wenn man die Menge der Symmetrietransformationen auf orts- und zeitabhängige Transformationen einschränkt. Lässt man in einer allgemeineren Formulierung des Noether-Theorems auch geschwindigkeitsabhängige Transformationen zu, kann eine solche angegeben werden.
Die Lagrangefunktion eines attraktiven {\displaystyle 1/r}-Potentials lautet:
{\displaystyle {\mathcal {L}}={\frac {1}{2}}m{\vec {v}}^{2}+{\frac {k}{r}}}
Die der Erhaltung des Laplace-Runge-Lenz-Vektors zugrunde liegende Symmetrie zeigt sich unter der Variablentransformation
{\displaystyle r_{i}\to r'_{i}=r_{i}+m\varepsilon _{k}\left(v_{i}r_{k}-{\frac {1}{2}}r_{i}v_{k}-{\frac {1}{2}}{\vec {r}}\cdot {\vec {v}}\delta _{ik}\right)}
mit drei infinitesimalen Parametern {\displaystyle \varepsilon _{k}}. Mithilfe der Bewegungsgleichungen kann die entsprechende Transformation der Geschwindigkeiten als
{\displaystyle v_{i}\to v'_{i}=v_{i}+{\frac {1}{2}}m\varepsilon _{k}\left(v_{i}v_{k}-{\vec {v}}^{2}\delta _{ik}-{\frac {k}{m}}{\frac {r_{i}r_{k}}{r^{3}}}+{\frac {k}{m}}{\frac {\delta _{ik}}{r}}\right)}
identifiziert werden. Durch Einsetzen in die Lagrangefunktion und Taylor-Entwicklung bis zur Ordnung {\displaystyle {\mathcal {O}}(\varepsilon _{k})} zeigt sich, dass sich diese wie
{\displaystyle {\mathcal {L}}\to {\mathcal {L}}'={\mathcal {L}}+mk\varepsilon _{k}\left({\frac {v_{k}}{r}}-{\frac {{\vec {r}}\cdot {\vec {v}}}{r^{3}}}r_{k}\right)={\mathcal {L}}+mk\varepsilon _{k}{\frac {\mathrm {d} }{\mathrm {d} t}}{\frac {r_{k}}{r}}}
verhält, wobei der zusätzliche Term eine totale Zeitableitung ist und daher die Wirkung des Systems invariant lässt. Aus dem Noether-Theorem folgt, dass die drei Komponenten des Vektors
{\displaystyle A_{k}=m\left(v_{i}r_{k}-{\frac {1}{2}}r_{i}v_{k}-{\frac {1}{2}}{\vec {r}}\cdot {\vec {v}}\delta _{ik}\right){\frac {\partial {\mathcal {L}}}{\partial v_{i}}}-mk{\frac {r_{k}}{r}}=m^{2}({\vec {v}}\times ({\vec {r}}\times {\vec {v}}))_{k}-mk{\frac {r_{k}}{r}}}
erhalten sind.

### Erhaltung im Hamilton-Formalismus
Mit der Hamilton-Funktion des Systems
{\displaystyle {\mathcal {H}}={\frac {{\vec {p}}^{2}}{2m}}-{\frac {k}{r}}}
folgt für die partiellen Ableitungen der Hamilton-Funktion und des Laplace-Runge-Lenz-Vektors nach den Koordinaten und Impulsen
{\displaystyle {\begin{aligned}&{\frac {\partial {\mathcal {H}}}{\partial r_{i}}}=k{\frac {r_{i}}{r^{3}}}&\qquad &{\frac {\partial {\mathcal {H}}}{\partial p_{i}}}={\frac {p_{i}}{m}}&\\&{\frac {\partial {\vec {A}}}{\partial r_{i}}}=p^{2}{\vec {e}}_{i}-p_{i}{\vec {p}}-mk{\frac {{\vec {e}}_{i}}{r}}+mk{\frac {r_{i}}{r^{3}}}{\vec {r}}&\qquad &{\frac {\partial {\vec {A}}}{\partial p_{i}}}=2p_{i}{\vec {r}}-({\vec {r}}\cdot {\vec {p}}){\vec {e}}_{i}-r_{i}{\vec {p}}&\end{aligned}}}
und nach den Hamiltonschen Bewegungsgleichungen
{\displaystyle {\frac {\mathrm {d} {\vec {A}}}{\mathrm {d} t}}={\frac {\partial {\vec {A}}}{\partial t}}+\{{\vec {A}},{\mathcal {H}}\}={\frac {\partial {\vec {A}}}{\partial t}}+\left({\frac {\partial {\vec {A}}}{\partial r_{i}}}{\frac {\partial {\mathcal {H}}}{\partial p_{i}}}-{\frac {\partial {\vec {A}}}{\partial p_{i}}}{\frac {\partial {\mathcal {H}}}{\partial r_{i}}}\right)=0}

## Herleitung der Bahnkurve
Hierfür ist normalerweise, d. h., wenn man das Arbeiten mit der Energie als Erhaltungsgröße vorzieht, eine aufwändige Integration mit mehreren Substitutionen nötig. Dagegen folgt aus der Multiplikation des Runge-Lenz-Vektors mit {\displaystyle {\vec {r}}} nun einfach nach der Kosinusbeziehung des Skalarprodukts (pfeillose Buchstaben kennzeichnen stets die Beträge des zugehörigen Vektors):
{\displaystyle {\vec {A}}\cdot {\vec {r}}=Ar\cos \varphi ={\vec {r}}\cdot \left({\vec {p}}\times {\vec {L}}\right)-mkr={\vec {L}}\cdot \left({\vec {r}}\times {\vec {p}}\right)-mkr=L^{2}-mkr}
Hierbei wurden die Zyklizität des Spatproduktes und die Drehimpulsdefinition genutzt. {\displaystyle \varphi } bezeichnet den Winkel zwischen Runge-Lenz- und Ortsvektor.
Durch Umschreiben entsteht eine Kegelschnittgleichung in Polarkoordinaten:
{\displaystyle r={\frac {L^{2}/(mk)}{1+{\frac {A}{mk}}\cos \varphi }}={\frac {L^{2}/(mk)}{1+\varepsilon _{k}\cos \varphi }}},
wobei der Term {\displaystyle A/mk} als die numerische Exzentrizität des Kegelschnitts {\displaystyle \varepsilon _{k}}, die die Bahnform Kreis ({\displaystyle \varepsilon _{k}=0}), Ellipse ({\displaystyle 0<\varepsilon _{k}<1}), Parabel ({\displaystyle \varepsilon _{k}=1}) oder Hyperbel ({\displaystyle \varepsilon _{k}>1}) bestimmt, identifiziert werden kann.

Hodograph der Kepler-Bahn; die Punkte 1–4 entsprechen denen in obiger Abbildung

Weiterhin ist ebenfalls die Herleitung des Hodographen der Keplerbahn mithilfe des Laplace-Runge-Lenz-Vektors möglich. Da der Drehimpulsvektor senkrecht auf der Bewegungsebene steht und damit die Flächennormale und der Impuls zueinander orthogonal sind ({\displaystyle {\vec {A}}\cdot {\vec {p}}=0}), folgt nach
{\displaystyle {\frac {mk}{r}}{\vec {r}}={\vec {p}}\times {\vec {L}}-{\vec {A}}}
mit der Lagrange-Identität und einer zyklischen Permutation des Spatprodukts
{\displaystyle m^{2}k^{2}=p^{2}L^{2}-2({\vec {A}}\times {\vec {p}})\cdot {\vec {L}}+A^{2}}.
Bei einer Wahl des Koordinatensystems, sodass der der Drehimpuls in {\displaystyle z}-Richtung zeigt, {\displaystyle {\vec {L}}=L{\vec {e}}_{z}}, und der dazu orthogonale Laplace-Runge-Lenz-Vektor in {\displaystyle x}-Richtung, {\displaystyle {\vec {A}}=A{\vec {e}}_{x}}, folgt:
{\displaystyle p_{x}^{2}+\left(p_{y}-{\frac {A}{L}}\right)^{2}=\left({\frac {mk}{L}}\right)^{2}}
Der Hodograph ist somit ein Kreis mit Radius {\displaystyle mk/L}, der um {\displaystyle A/L} vom Zentrum der Kraft verschoben ist. Für die Schnittpunkte des Hodographen mit der {\displaystyle x}-Achse {\displaystyle p_{0}} gilt:
{\displaystyle p_{0}=\pm {\sqrt {{\frac {m^{2}k^{2}}{L^{2}}}-{\frac {A^{2}}{L^{2}}}}}=\pm {\sqrt {2m|E|}}}
Sie sind somit unabhängig vom Drehimpuls und vom Laplace-Runge-Lenz-Vektor.

## Eigenschaften
- Der Runge-Lenz-Vektor liegt in der Bahnebene, denn er steht senkrecht zum Drehimpulsvektor:

{\displaystyle {\vec {L}}\cdot {\vec {A}}={\vec {L}}\cdot \left({\vec {p}}\times {\vec {L}}\right)-mk{\frac {{\vec {L}}\cdot {\vec {r}}}{r}}={\vec {p}}\cdot \left({\vec {L}}\times {\vec {L}}\right)-mk{\frac {\left({\vec {r}}\times {\vec {p}}\right)\cdot {\vec {r}}}{r}}=0}
- Der Runge-Lenz-Vektor zeigt vom Kraftzentrum der Bahn (einem der beiden Brennpunkte) zum Perizentrum, d. h. zentrumnächsten Punkt der Bahn. Dies folgt sofort aus obiger Bahngleichung, da {\displaystyle \varphi } den Winkel zwischen Orts- und Runge-Lenz-Vektor darstellt und {\displaystyle r} minimal ist für maximalen Nenner, d. h. {\displaystyle \cos \varphi =1\Rightarrow \varphi =0}.
- Der Runge-Lenz-Vektor hat als Betrag das {\displaystyle mk}-Fache der numerischen Exzentrizität der Bahnkurve. Dies wurde bereits bei der Herleitung derselben gezeigt. Da der Exzentrizitätsvektor der Runge-Lenz-Vektor geteilt durch {\displaystyle mk} ist, ist dessen Betrag gleich der numerischen Exzentrizität der Bahnkurve.
- Alle drei Komponenten des Laplace-Runge-Lenz-Vektors sind Erhaltungsgrößen. Da sein Betrag bereits durch die anderen Erhaltungsgrößen Drehimpuls und Energie und seine Lage durch die Orthogonalität zum Drehimpulsvektor vorgegeben sind, liefert der Laplace-Runge-Lenz-Vektors nur eine unabhängige Erhaltungsgröße. Das Kepler-Problem hat daher fünf unabhängige Erhaltungsgrößen (Energie, drei Komponenten des Drehimpulsvektors, Orientierung des Laplace-Runge-Lenz-Vektors) für sechs Anfangsbedingungen; es ist daher ein maximal superintegrables System.

Durch den Runge-Lenz-Vektor ist damit aus den Positions- und Geschwindigkeitvektoren eines beobachteten Objekts die vollständige Form und Orientierung seiner Bahn festgelegt, die in einer Ebene senkrecht zum Dreimpulsvektor liegt.

## Periheldrehung bei Abweichungen vom Kepler-Potential
Die Erhaltung des Runge-Lenz-Vektors impliziert, dass die Ellipsen der Planetenbewegung im Kepler-Potential eine feststehende Orientierung im Raum haben.
Bei kleinen Abweichungen vom 1/r-Potential, z. B. durch Anwesenheit anderer Planeten im Sonnensystem oder infolge der Einsteinschen Relativitätstheorien, kommt es zu einer langsamen Drehung der Bahnachse (Periheldrehung). Wenn eine Abweichung so klein ist, dass ihr Quadrat vernachlässigt werden kann, so ist die Störung der Kepler-Bahn mit Hilfe des Runge-Lenz-Vektors elementar berechenbar. Es sei {\displaystyle \Phi (r)} das Störpotential, das zum Kepler-Potential addiert wird. Für den Runge-Lenz-Vektor findet man (vgl. Beweis der Erhaltung)
{\displaystyle {\frac {\mathrm {d} {\vec {A}}}{\mathrm {d} t}}=-\partial _{r}\Phi (r){\vec {e}}_{r}\times mr^{2}{\vec {\omega }}=mr^{2}\partial _{r}\Phi (r)~{\vec {e}}_{z}\times {\vec {e}}_{r}~{\frac {\mathrm {d} \varphi }{\mathrm {d} t}}.}
Die z-Richtung steht dabei senkrecht zur Bahnebene. Offenbar ist die Bewegung des Runge-Lenz-Vektors nicht zu jedem Zeitpunkt eine Drehung. Eine Drehung ergibt sich aber, wenn infinitesimale Änderungen über einen Umlauf integriert werden. Dafür findet man zunächst
{\displaystyle \left(\Delta {\vec {A}}\right)_{\mathrm {1\,Umlauf} }=\int _{0}^{T}{\frac {\mathrm {d} {\vec {A}}}{\mathrm {d} t}}\mathrm {d} t=m{\vec {e}}_{z}\times \int _{0}^{2\pi }r^{2}\partial _{r}\Phi (r)~{\vec {e}}_{r}~\mathrm {d} \varphi \qquad \qquad r=r(\varphi ).}
Da quadratische Effekte von {\displaystyle \Phi } vernachlässigbar sein sollen, kann für {\displaystyle r(\varphi )} die ungestörte Bahnkurve eingesetzt werden. Der radiale Einheitsvektor, zerlegt in Komponenten parallel und senkrecht zur Bahnachse, ist
{\displaystyle {\vec {e}}_{r}(\varphi )={\vec {e}}_{A}\,\cos \varphi +{\vec {e}}_{\perp }\,\sin \varphi .}
Bei der Kepler-Ellipse ist {\displaystyle r(\varphi )} eine Funktion von {\displaystyle \cos \varphi }, daher ergibt das Integral über eine Periode mit dem Faktor {\displaystyle \sin \varphi } für jedes Störpotential {\displaystyle \Phi (r)} null. Es bleibt nur
{\displaystyle \left(\Delta {\vec {A}}\right)_{\mathrm {1\,Umlauf} }={\vec {e}}_{z}\Delta \varphi \times {\vec {A}},}
wobei {\displaystyle {\vec {A}}=mk\varepsilon {\vec {e}}_{A}} eingesetzt wurde und der Drehwinkel {\displaystyle \Delta \varphi } durch folgenden Ausdruck gegeben ist:
{\displaystyle \Delta \varphi ={\frac {1}{k\varepsilon }}\int _{0}^{2\pi }r(\varphi )^{2}\partial _{r}\Phi (r(\varphi ))\cos \varphi ~\mathrm {d} \varphi }
Bei der Störung einer Planetenbahn durch die Anwesenheit anderer Planeten ist das Störpotential nicht unmittelbar von der Form {\displaystyle \Phi (r)}, erhält aber diese Form durch Mittelung über viele Umläufe von Planeten in einer gemeinsamen Bahnebene.

## Quantenmechanik
In der Quantenmechanik kann im Wasserstoffproblem als Analogon zum Laplace-Runge-Lenz-Vektor der hermitesche Operator
{\displaystyle {\hat {\vec {A}}}={\frac {1}{2m}}\left({\hat {\vec {p}}}\times {\hat {\vec {L}}}-{\hat {\vec {L}}}\times {\hat {\vec {p}}}\right)+Z\alpha \hbar c{\frac {\hat {\vec {x}}}{|{\hat {\vec {x}}}|}}}
definiert werden, wobei
- {\displaystyle {\hat {\vec {p}}}} der Impulsoperator,
- {\displaystyle {\hat {\vec {L}}}} der Drehimpulsoperator und
- {\displaystyle {\hat {\vec {x}}}} der Ortsoperator sind, sowie
- {\displaystyle Z} die Kernladungszahl,
- {\displaystyle \alpha } die Feinstrukturkonstante,
- {\displaystyle \hbar } die reduzierte Planck-Konstante,
- {\displaystyle c} die Lichtgeschwindigkeit und
- {\displaystyle m} die Masse des Elektrons sind.

Insbesondere ist in der Quantenmechanik {\displaystyle \textstyle {\hat {\vec {L}}}\times {\hat {\vec {p}}}\neq -{\hat {\vec {p}}}\times {\hat {\vec {L}}}}, da der Kommutator zwischen Impuls- und Drehimpulsoperator nicht verschwindet. Der Hamilton-Operator des Coulomb-Problems {\displaystyle {\hat {H}}} ist
{\displaystyle {\hat {H}}={\frac {{\hat {\vec {p}}}^{2}}{2m}}-Z\alpha \hbar c{\frac {1}{|{\hat {\vec {x}}}|}}}
und aus der Definition des Drehimpulsoperators folgt die Kommutatorrelation
{\displaystyle [{\hat {H}},{\hat {A}}_{i}]=0}
für alle Komponenten des Laplace-Runge-Lenz-Operators. Da dieser selbst nicht zeitabhängig ist, folgt aus den Heisenbergschen Bewegungsgleichungen für quantenmechanische Operatoren
{\displaystyle {\frac {\mathrm {d} }{\mathrm {d} t}}{\hat {\vec {A}}}={\frac {\partial }{\partial t}}{\hat {\vec {A}}}+{\frac {\mathrm {i} }{\hbar }}[{\hat {H}},{\hat {\vec {A}}}]=0}.
Aus der Vertauschbarkeit des Hamilton-Operators und des Laplace-Runge-Lenz-Operators folgt, dass beide einen Satz gemeinsamer Eigenzustände besitzen und insbesondere ebenfalls der Hamilton-Operator und das Quadrat des Laplace-Runge-Lenz-Operators.
Die Kommutatorrelationen für die einzelnen Komponenten des Laplace-Runge-Lenz-Operators lauten
{\displaystyle [{\hat {A}}_{i},{\hat {A}}_{j}]=-2\mathrm {i} \hbar {\hat {H}}\varepsilon _{ijk}{\frac {{\hat {L}}_{k}}{m}}}
und für den Kommutator der Komponenten des Laplace-Runge-Lenz-Operator und des Drehimpulsoperators
{\displaystyle [{\hat {A}}_{i},{\hat {L}}_{j}]=\mathrm {i} \hbar c\varepsilon _{ijk}{\hat {L}}_{k}}
mit dem Levi-Civita-Symbol {\displaystyle \varepsilon }. Insbesondere sind
{\displaystyle [{\hat {\vec {A}}}^{2},A_{j}]=[{\hat {\vec {A}}}^{2},L_{j}]=[{\hat {\vec {A}}}^{2},{\hat {\vec {L}}}^{2}]=[{\hat {\vec {L}}}^{2},{\hat {A}}_{j}]=[{\hat {\vec {L}}}^{2},{\hat {L}}_{j}]=0},
also existiert ein Satz gemeinsamer Eigenzustände zu beiden Sätzen der Operatoren {\displaystyle {\hat {H}},{\hat {\vec {L}}}^{2},{\hat {L}}_{3},{\hat {\vec {A}}}^{2}} und {\displaystyle {\hat {H}},{\hat {\vec {L}}}^{2},{\hat {\vec {A}}}^{2},{\hat {A}}_{3}}.